# Strebla hoogstraali
Strebla hoogstraali är en tvåvingeart som beskrevs av Wenzel 1966. Strebla hoogstraali ingår i släktet Strebla och familjen lusflugor. Inga underarter finns listade i Catalogue of Life.